# 深谷宿

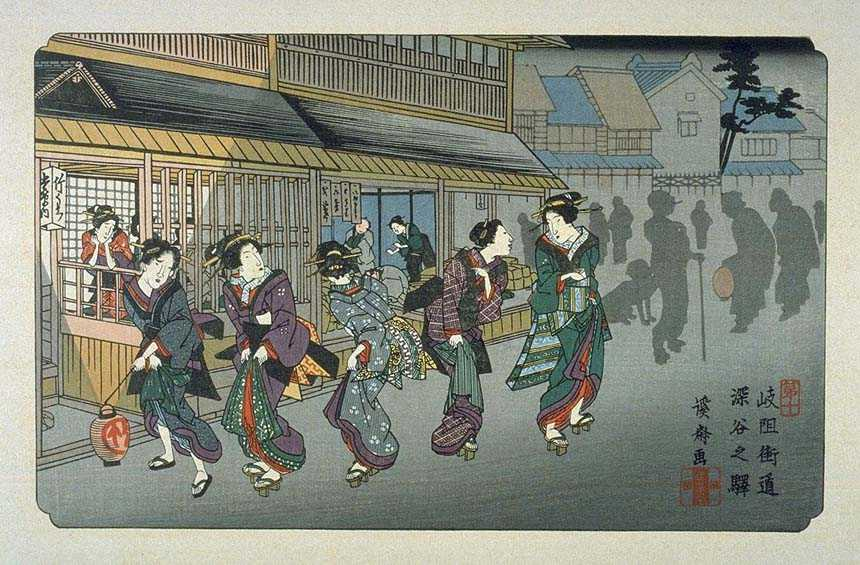
木曽海道六十九次『岐阻街道 深谷之駅』、渓斎英泉 画。飯盛女が描かれている。

深谷宿（ふかやじゅく、ふかやしゅく）は、中山道六十九次（木曽街道六十九次）のうち江戸から数えて9番目の宿場。
現在の埼玉県深谷市にあたる。深谷宿は中山道で最大規模の宿場で、本陣1（飯島家）、脇本陣4、旅籠80余。商人が多く、また飯盛女も多く、遊郭もあり、江戸を出立して2番目の宿を求める人で大いに栄えた。
五の日、十の日に市が立った。（壬戌紀行）

## 特徴
天保14年（1843年）の『中山道宿村大概帳』によれば、深谷宿の宿内家数は525軒、うち本陣1軒、脇本陣4軒、旅籠80軒で宿内人口は1,928人であった。

## 最寄り駅
- 東日本旅客鉄道（JR東日本）高崎線 深谷駅

## 史跡・みどころ
- みかえりの松（枯れてしまい現在は二代目）
- 常夜燈（天保11年（1840年）建立）
- 7月には飯盛女の星祭りが起源といわれる七夕祭りが開催される。

## 隣の宿
中山道
熊谷宿 - 深谷宿 - 本庄宿